# Saison 5 d'Adventure Time
Chronologie
Saison 4 Saison 6
La cinquième saison de la série d'animation américaine Adventure Time, créée par Pendleton Ward, est originellement diffusée sur la chaîne de télévision Cartoon Network aux États-Unis. La série se base sur un court-métrage d'animation produit pour l'émission Random! Cartoons produite par Frederator Studios. Elle est officiellement diffusée à la télévision américaine le 2 avril 2012, pour s'achever le 17 mars 2014. La série suit les aventures de Finn, un jeune garçon humain, et de son meilleur ami Jake, un chien anthropomorphe aux pouvoirs magiques capable de changer l'apparence de son corps comme il le désire, vivant tous les deux sur l'île post-apocalyptique de Ooo. Sur leur chemin, ils interagissent avec d'autres personnages principaux incluant princesse Chewing-Gum, le roi des Glaces, et Marceline, la reine des vampires.
Le premier épisode de cette cinquième saison en deux parties s'intitule Finn le petit humain et Jake le chien, est originellement diffusée aux États-Unis le 12 novembre 2012. L'épisode est regardé par 3,435 millions de téléspectateurs américains ; ce chiffre marque une montée significative de l'audimat comparé au premier épisode de la saison précédente. Les deux premiers épisodes de la saison sont diffusés en avant-première à la Comic Con' en France en juillet 2013. En juin 2013, la série est nommée dans la catégorie « Meilleure série d'animation » aux 2013 Critics' Choice Television Awards, sans être récompensé. Les épisodes Simon et Marcy et Be More sont nommés pour un Primetime Emmy Awards du meilleur court-métrage d'animation aux 65e et 66e Primetime Emmy Awards, respectivement.

## Développement

### Concept
La saison suit les aventures de Finn, un jeune garçon humain, et de son meilleur ami Jake, un chien anthropomorphe aux pouvoirs magiques capable de changer l'apparence de son corps comme il le désire, vivant tous les deux sur l'île post-apocalyptique de Ooo. Sur leur chemin, ils interagissent avec d'autres personnages principaux incluant princesse Chewing-Gum, le roi des Glaces, et Marceline, la reine des vampires,. Le scénario principal se centre sur Finn et Jake faisant la rencontre de créatures étranges, leur devoir de sauver les princesses du roi des Glaces, et de combattre des monstres pour aider les autres. De nombreux épisodes se focalisent également sur l'attirance de Finn envers la princesse Chewing-Gum.

### Production
Le 12 octobre 2012, Cartoon Network annonce officiellement une continuité d’Adventure Time. Les titres officiels des épisodes sont annoncés le 12 novembre 2012 par Frederator Studios, tandis que la série termine à peine la diffusion de sa quatrième saison. Selon les codes de production, Finn l'humain est le premier épisode à entrer en production, et à être diffusé. Jesse Moynihan et Andy Ristaino confirme que la saison contiendra 52 épisodes, deux fois plus que la normale,. Frederator et Moynihan explique, qu'à la base, un épisode spécial en quatre parties était censé scinder la saison en deux, mais repoussé,, puis par la suite annulé. En production, la première moitié de la saison est appelée saison 5.1, et la seconde 5.2.

## Épisodes
| #     | Titre                          | Titre                                 | Dialogues et storyboard                              | Date de diffusion                                                                                                   | Date de diffusion          |
| #     | Original                       | Francophone                           | Dialogues et storyboard                              | États-Unis | France                     |
| ----- | ------------------------------ | ------------------------------------- | ---------------------------------------------------- | --- | -------------------------- |
| 1a 1b | Finn the Human Jake the Dog    | Finn le petit humain Jake le chien    | Tom Herpich Skyler Page Rebecca Sugar Jeffrey Morrow | 12 novembre 2012 | 19 octobre 2013            |
|       |                                |                                       |                                                      | |                            |
| 2a    | Five Short Graybles            | Cinq autres histoires                 | Terry Tompkins Rebecca Sugar                         | 19 novembre 2012 (États-Unis) 20 novembre 2012 (Canada) 21 novembre 2012 (Royaume-Uni) 24 novembre 2012 (Australie) | 19 octobre 2013            |
|       |                                |                                       |                                                      | |                            |
| 2b    | Five More Short Graybles       | Cinq autres histoires                 | Tom Herpich Steve Wolfhard                           | 26 novembre 2012 | 19 octobre 2013            |
|       |                                |                                       |                                                      | |                            |
| 3a    | Up a Tree'                     | En haut de l'arbre                    | Skyler Page Somvilay Xayaphone                       | 3 décembre 2012 | 19 octobre 2013            |
|       |                                |                                       |                                                      | |                            |
| 3b    | Jake the Dad                   | Papa Jake                             | Tom Herpich Steve Wolfhard                           | 7 janvier 2013 | 20 octobre 2013            |
|       |                                |                                       |                                                      | |                            |
| 4a    | Mystery Dungeon                | Un mystérieux donjon                  | Jesse Moynihan Ako Castuera                          | 21 janvier 2013 | 21 octobre 2013            |
|       |                                |                                       |                                                      | |                            |
| 4b    | All Your Fault                 | C'est de votre faute !                | Tom Herpich Steve Wolfhard                           | 28 janvier 2013 | 21 octobre 2013            |
|       |                                |                                       |                                                      | |                            |
| 5a    | Little Dude                    | Petit bonhomme                        | Cole Sanchez Michael DeForge                         | 4 février 2013 | 22 octobre 2013            |
|       |                                |                                       |                                                      | |                            |
| 5b    | Bad Little Boy                 | Le mauvais garçon                     | Cole Sanchez Rebecca Sugar                           | 18 février 2013 | 19 février 2013            |
|       |                                |                                       |                                                      | |                            |
| 6a    | Vault of Bones                 | Le donjon aux squelettes              | Kent Osborne Somvilay Xayaphone                      | 25 février 2013 | 22 octobre 2013            |
|       |                                |                                       |                                                      | |                            |
| 6b    | The Great Bird Man             | L'homme oiseau                        | Jesse Moynihan Ako Castuera                          | 4 mars 2013 | 23 octobre 2013            |
|       |                                |                                       |                                                      | |                            |
| 7a    | Simon and Marcy                | Simon et Marcy                        | Frédéric Mintoff Rebecca Sugar                       | 25 mars 2013 | 23 octobre 2013            |
|       |                                |                                       |                                                      | |                            |
| 7b    | A Glitch Is a Glitch           | Un virus carabiné                     | Robert Scull                                         | 1er avril 2013 | 7 avril 2014               |
|       |                                |                                       |                                                      | |                            |
| 8a    | Puhoy                          | Un rêve capitonné                     | Tom Herpich Steve Wolfhard                           | 8 avril 2013 | 7 avril 2014               |
|       |                                |                                       |                                                      | |                            |
| 8b    | BMO Lost                       | BMO perdu                             | Tom Herpich Steve Wolfhard                           | 15 avril 2013 | 15 décembre 2019 (Netflix) |
|       |                                |                                       |                                                      | |                            |
| 9a    | Princess Potluck               | La petite fête                        | Carin Greenberg Kent Osborne                         | 22 avril 2013 | 14 avril 2014              |
|       |                                |                                       |                                                      | |                            |
| 9b    | James Baxter the Horse         | James Baxter le cheval                | Pendleton Ward Somvilay Xayaphone                    | 6 mai 2013 | 15 décembre 2019 (Netflix) |
|       |                                |                                       |                                                      | |                            |
| 10a   | Shh!                           | Chut!                                 | Graham Falk                                          | 13 mai 2013 | 21 avril 2014              |
|       |                                |                                       |                                                      | |                            |
| 10b   | The Suitor                     | Le prétendant                         | Jesse Moynihan Thomas Wellmann                       | 20 mai 2013 | NC                         |
|       |                                |                                       |                                                      | |                            |
| 11a   | Party's Over, Isla de Señorita | La fête est finie, Isla de Señorita   | Cole Sanchez Kent Osborne                            | 27 mai 2013 | 28 avril 2014              |
|       |                                |                                       |                                                      | |                            |
| 11b   | One Last Job                   | La der des ders                       | Jesse Moynihan Ako Castuera                          | 10 juin 2013 | NC                         |
|       |                                |                                       |                                                      | |                            |
| 12a   | Another Five Short Graybles    | Encore cinq autres petites histoires  | Tom Herpich Steve Wolfhard                           | 17 juin 2013 | 28 avril 2014              |
|       |                                |                                       |                                                      | |                            |
| 12b   | Candy Streets                  | L'inspecteur Finn mène l'enquète      | Luke Pearson                                         | 24 juin 2013 | NC                         |
|       |                                |                                       |                                                      | |                            |
| 13a   | Wizards Only, Fools            | Réservé aux sorciers, bouffons !      | Jesse Moynihan Thomas Wellmann                       | 1er juillet 2013 | NC                         |
|       |                                |                                       |                                                      | |                            |
| 13b   | Jake Suit                      | La combi-Jake                         | Cole Sanchez Kent Osborne                            | 15 juillet 2013 | NC                         |
|       |                                |                                       |                                                      | |                            |
| 14a   | Be More                        | Alerte BMO                            | Tom Herpich Steve Wolfhard                           | 22 juillet 2013 | NC                         |
|       |                                |                                       |                                                      | |                            |
| 14b   | Sky Witch                      | A la recherche de la peluche disparue | Jesse Moynihan Ako Castuera                          | 29 juillet 2013 | NC                         |
|       |                                |                                       |                                                      | |                            |
| 15a   | Frost & Fire (Part 1)          | Glace et Feu (partie 1)               | Somvilay Xayaphone Luke Pearson                      | 5 août 2013 | NC                         |
|       |                                |                                       |                                                      | |                            |
| 15b   | Too Old (Part 2)               | Histoire d'âge (partie 2)             | Tom Herpich Steve Wolfhard                           | 12 août 2013 | NC                         |
|       |                                |                                       |                                                      | |                            |
| 16a   | Earth & Water (Part 3)         | Terre et Eau (partie 3)               | Somvilay Xayaphone Seo Kim                           | 2 septembre 2013 | NC                         |
|       |                                |                                       |                                                      | |                            |
| 16b   | Time Sandwich                  | Le sandwich à voyager dans le temps   | Cole Sanchez Kent Osborne                            | 9 septembre 2013 | NC                         |
|       |                                |                                       |                                                      | |                            |
| 17a   | The Vault                      | La grotte                             | Jesse Moynihan Ako Castuera                          | 16 septembre 2013                                                                                                   | NC                         |
|       |                                |                                       |                                                      | |                            |
| 17b   | Love Games                     | Les jeux de l'amour                   | Cole Sanchez Kent Osborne                            | 23 septembre 2013                                                                                                   | NC                         |
|       |                                |                                       |                                                      | |                            |
| 18a   | Dungeon Train                  | Le train fantôme                      | Thomas Herpich Steve Wolfhard                        | 30 septembre 2013 (États-Unis) 14 juin 2013 (Canada) 10 août 2013 (Royaume-Uni) 21 juin 2013 (Australie)            | NC                         |
|       |                                |                                       |                                                      | |                            |
| 18b   | Box-Prince                     | Le Prince Carton                      | Somvilay Xayaphone Seo Kim                           | 7 octobre 2013 | NC                         |
|       |                                |                                       |                                                      | |                            |
| 19a   | Red Starved                    | Rouge comme la faim                   | Jesse Moynihan Ako Castuera                          | 14 octobre 2013 | NC                         |
|       |                                |                                       |                                                      | |                            |
| 19b   | We Fixed A Truck               | Mécanos en herbe                      | Cole Sanchez Andy Ristaino                           | 21 octobre 2013 | NC                         |
|       |                                |                                       |                                                      | |                            |
| 20a   | Play Date (Part 1)             | Meilleurs copains                     | Somvilay Xayaphone Seo Kim Kent Osborne              | 4 novembre 2013 | NC                         |
|       |                                |                                       |                                                      | |                            |
| 20b   | The Pit (Part 2)               | Le gouffre                            | Jesse Moynihan Ako Castuera                          | 18 novembre 2013 | NC                         |
|       |                                |                                       |                                                      | |                            |
| 21a   | Root Beer Guy                  | Monsieur Viennois                     | Graham Falk                                          | 2 décembre 2013 | NC                         |
|       |                                |                                       |                                                      | |                            |
| 21b   | Apple Wedding                  | Mariage fâcheux, mariage heureux      | Tom Herpich Steve Wolfhard                           | 13 janvier 2014 | NC                         |
|       |                                |                                       |                                                      | |                            |
| 22a   | Blade of Grass                 | L'épée herbeuse                       | Seo Kim Somvilay Xayaphone                           | 20 janvier 2014 | NC                         |
|       |                                |                                       |                                                      | |                            |
| 22b   | Rattleballs                    | Roulemaboul                           | Andy Ristaino Cole Sanchez                           | 27 janvier 2014 | NC                         |
|       |                                |                                       |                                                      | |                            |
| 23a   | Red Throne                     | Le trône de feu                       | Seo Kim Somvilay Xayaphone                           | 10 février 2014 | NC                         |
|       |                                |                                       |                                                      | |                            |
| 23b   | Bad Timing                     | Le mauvais moment                     | Kent Osborne Pendleton Ward                          | 10 mars 2014 | NC                         |
|       |                                |                                       |                                                      | |                            |
| 24a   | Lemonhope (Part 1)             | Citron Espoir (partie 1)              | Tom Herpich Steve Wolfhard                           | 10 mars 2014 (États-Unis) 4 décembre 2014 (Royaume-Uni)                                                             | NC                         |
|       |                                |                                       |                                                      | |                            |
| 24b   | Lemonhope (Part 2)             | Citron Espoir (partie 2)              | Tom Herpich Steve Wolfhard                           | 10 mars 2014 (États-Unis) 5 décembre 2014 (Royaume-Uni)                                                             | NC                         |
|       |                                |                                       |                                                      | |                            |
| 25    | Billy's Bucket List (Part 1)   | La liste de Billy                     | Ako Castuera Jesse Moynihan                          | 17 mars 2014 (États-Unis) 9 décembre 2014 (Royaume-Uni)                                                             | NC                         |
|       |                                |                                       |                                                      | |                            |